# STAY 〜now I'm here〜
「STAY 〜now I'm here〜」（ステイ ナウ・アイム・ヒア）は、2001年10月31日に発売されたDreamの10枚目のシングル。品番：AVCD-30279

## 概要
- dreamとしては「My will」以来となるバラード・シングル。カネボウ『肌美精』2001年秋CMソングとしてオンエアされていた。
- この曲の振り付けは、橘佳奈が女性ダンサーの根津菜穂子[1]と共に考えたものである。
- この作品以降、シングル「Get Over」→「Yourself」→アルバム『Process』と連続リリースが続いた。
- 2ndアルバム『Process』とベストアルバム『eternal dream』に収録されたバージョンはシングルとは異なり、「brilliant version」となっている。

## 収録曲
1. STAY 〜now I'm here〜
作詞：Mai Matsumuro、作曲：Kunio Tago、編曲：Ken Harada
2. solve（83 Key Remix）
3. Our Time（Kid Vicious Remix）
4. Our Time （Dub's Floor Dub）
5. STAY 〜now I'm here〜 （Instrumental）

## シングル・ビデオ
2001年11月28日に発売。品番：AVVD-90137（VHS）、AVBD-91081（DVD）
収録内容
1. STAY 〜now I'm here〜（Promotion Video Clip）
2. making of STAY 〜now I'm here〜 （DVDのみ収録）